# Comitato di Veszprém
Il comitato di Veszprém (in ungherese Veszprém vármegye, in tedesco Komitat Wesprim o Weißbrunn, in latino Comitatus Vesprimiensis) è stato un antico comitato del Regno d'Ungheria, situato nell'attuale Ungheria occidentale. Capoluogo del comitato era l'omonima città di Veszprém.

## Geografia fisica
Il comitato di Veszprém confinava con gli altri comitati di Sopron, Győr, Komárom, Albareale, Tolna, Somogy, Zala e Vas. Geograficamente il territorio comprendeva i rilievi della Selva Baconia nonché l'estremità orientale del Lago Balaton e una sottile fascia a sudest dello stesso.

## Storia
Le prime attestazioni del comitato di Veszprém in seno al Regno d'Ungheria risalgono al secolo XI. Salvi i periodi di occupazione ottomana, il territorio rimase sempre sotto sovranità ungherese.
Diversamente dalla maggior parte degli antichi comitati ungheresi che superarono indenni il Trattato del Trianon, il comitato di Veszprém fu varie volte modificato nella sua estensione territoriale. Nella metà del XIX secolo il comitato acquisì la città di Siófok dal comitato di Somogy, per poi restituirla nel periodo tra le due guerre mondiali. In seguito alla seconda guerra mondiale il comitato beneficiò di incrementi territoriali (regione ad ovest di Pápa, ceduta dal comitato di Vas, e sponda settentrionale del lago Balaton, ceduta dal comitato di Zala) ma fu privato della frangia di sudest, passata al contiguo comitato di Fejér.